# إضاءة غامرة

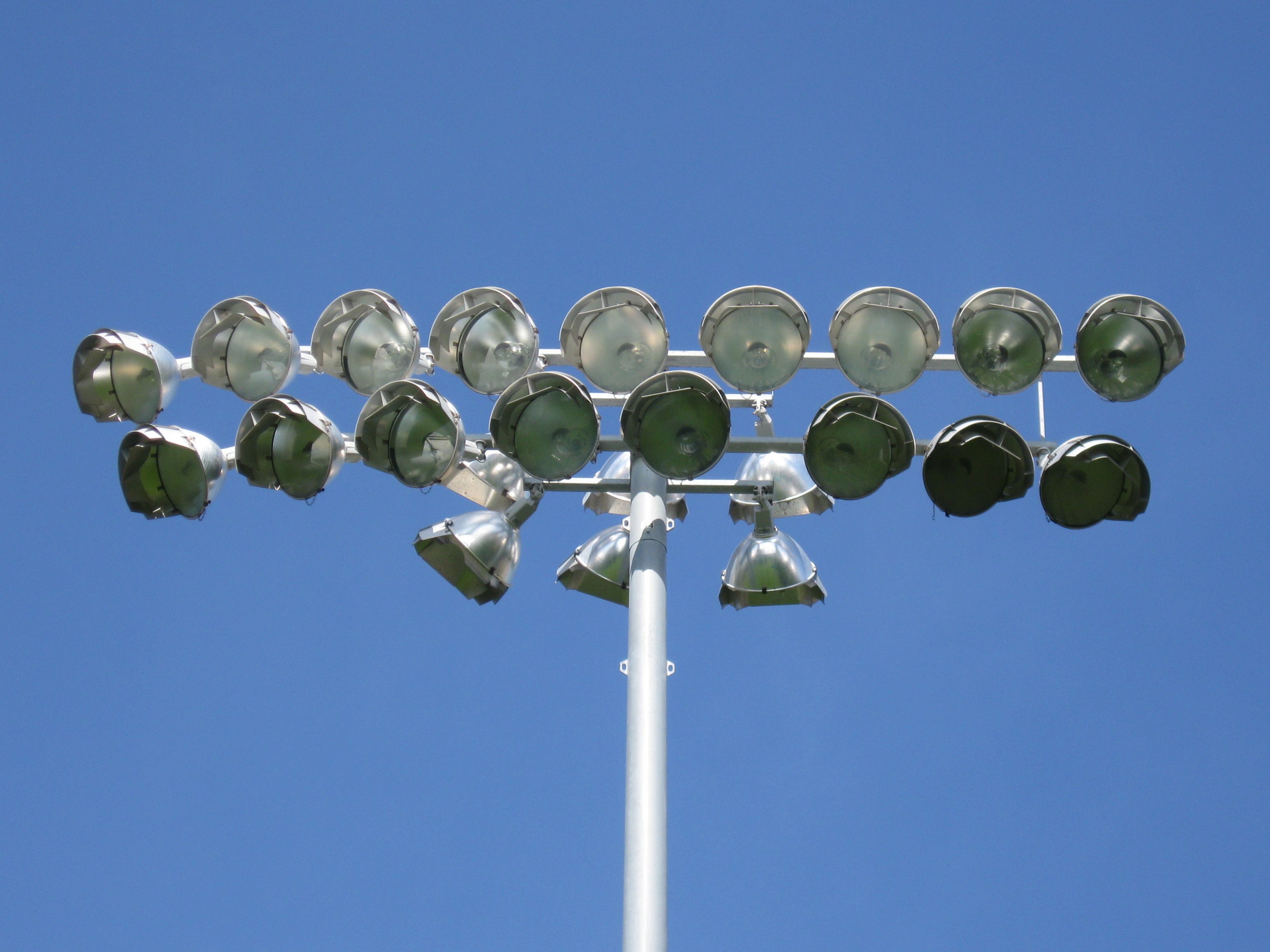
الأضواء الغامرة

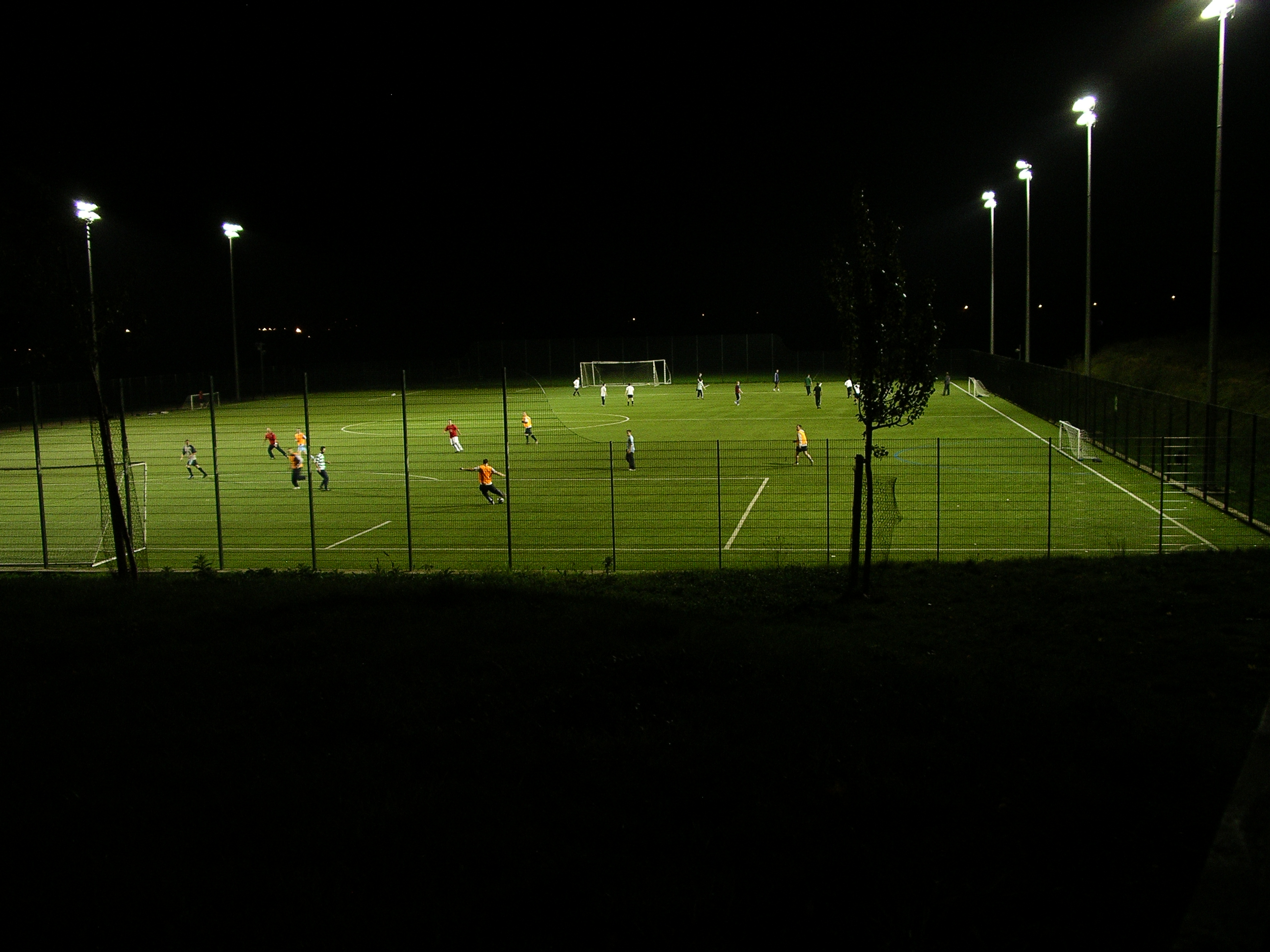
ساحة ملعب كرة قدم مضاء بالأضواء الغامرة.

الضوء الغامر أو الإضاءة الغامرة هي إضاءة اصطناعية عالية الكثافة ذات انتشار واسع. تستخدم غالبا لإضاءة ساحات الملاعب الخارجية التي تكون بحاجة لإنارة جيدة إما بسبب ليل أو الأجواء التي تسبب انارة ضعيفة. أكثر أنواعها تركيزاً تستخدم غالبا باعتبارها أداة إضاءة مسرحية في العروض الحية مثل الحفلات والمسرحيات
وتتميز الإضاءة الغامرة بالتوزيع المتكافئ للضوء في السقوف لتوحيد مستوى الضوء